# Замок Килваутер
Замок Килваутер (англ. Kilwaughter Castle) — один из замков Ирландии, расположен в графстве Антрим, Северная Ирландия.

## История
Замок Килваутер построен по Т-образному плану в XVII веке аристократической семьей Агнью на землях, которые они получили в дар от короля Англии и Шотландии Якова VI. Замок представляет собой четырехэтажное сооружение с угловыми башнями.
Возле замка находится башенное здание, построенное в 1803 году архитектором Джоном Нэшом, который также построил улицу Регент в Лондоне. Члены семьи Агнью служили таможенниками в графстве Антрим.
Дочь Сквира Агнью уехала в Италию, где она вышла замуж за графа. Она вернулась в замок Килваутер в 1897 году как графиня Бальцани.
Во время Первой мировой войны раненые американские офицеры были в числе тех, кто нашел утешение в замке Килваутер у госпожи Элизабет Галт Смит. Ее семья взяла замок в аренду на 30 лет до 1922 года.
Во время Второй мировой войны замок Килваутер был собственностью итальянской семьи Бальцани. Замок был занят армией, в том числе подразделениями, которые готовились в 1944 году ко «Дню D», в том числе американским 644 батальоном. После войны замок оставался незанятым и постепенно превратился в руину.
В настоящее время руины замка являются частью фермы. Крыши (часть из которых сначала была обшита только с песком и дегтем) разрушились, так же как и полы.
Хотя замок Килваутер построен не так давно, он составляет определенную культурную и архитектурную ценность и нуждается в охране и реставрации. Сейчас замок расположен на частной территории и его посещение невозможно.